# Pedro Rogério Moreira
Pedro Rogério Couto Moreira (Belo Horizonte, 16 de dezembro de 1946) é um jornalista, cronista e memorialista brasileiro.

## Biografia
Filho de Vivaldi Moreira e Ibrantina Brandão Couto Moreira. Desde a infância, conviveu no ambiente literário: seu pai detinha uma das maiores bibliotecas particulares de Minas Geais; e seus tios, Edison e Pedro Paulo, eram donos da Livraria Itatiaia, onde Pedro Rogério trabalhou como balconista e travou contato com diversos escritores mineiros da época.
Exerceu o jornalismo diário nos jornais Última Hora, de São Paulo; em A Notícia e O Globo, do Rio de Janeiro; em Brasília, atuou na TV Globo, na Radiobrás, no SBT e no Jornal do Brasil, e diretor de projetos de mídia no Senado Federal. Integrou a assessoria da Presidência da República no Governo Itamar Franco.
Publicou "Hidrografia Sentimental - Aventuras sem malícia de um repórter na Amazônia"; "O almanaque do Pedrim"; "Bela noite para voar - Um folhetim estrelado por JK"; "Jornal Amoroso"; "Jornal Amoroso - Edição Vespertina"; "Amor a Roma, amor em Roma"; "Memórias da diverticulite: Geografia sentimental de Miguel Torga em Minas"; "Passeio pela magia na história de Carlos Magno"; "Palavras cruzadas"; "Diário da falsa Cruz de Caravaca. Sob o céu de Belo Horizonte"; "O livro de Carlinhos Balzac e Fortuna Biográfica de Vivaldi Moreira".
É membro da Academia Mineira de Letras.